# Тестамент (ТВ филм из 1966)
„Тестамент” је југословенски кратки ТВ филм из 1966. године. Режирао га је Бранислав Кичић а сценарио је написао Душан Симић.

## Улоге
| Глумац     | Улога |
| ---------- | ----- |
| Љуба Тадић |       |